# Via Aurelia

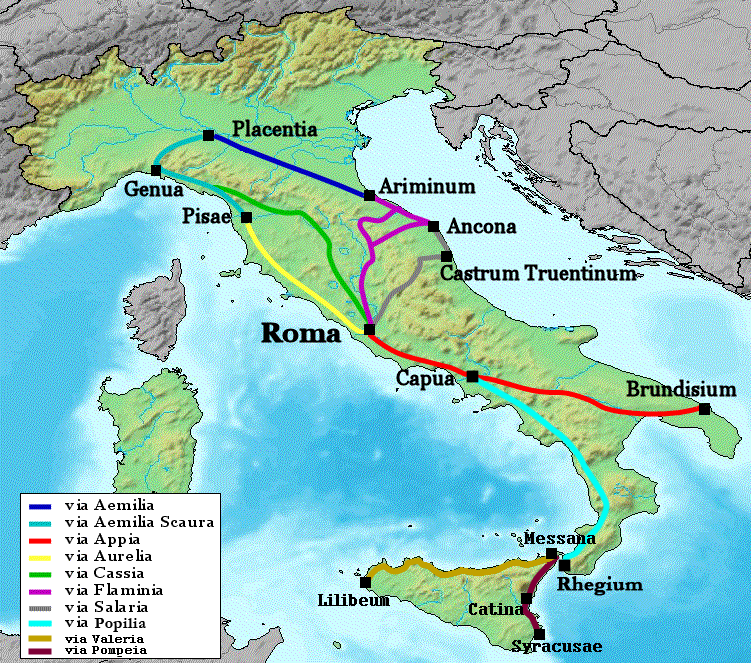
De via Aurelia in het Romeinse Italië

De via Aurelia is een Romeinse weg in Italië. De weg werd in eerste instantie aangelegd door Aurelius Cotta in de tweede helft van de derde eeuw v.Chr.
Ze liep van Rome naar Pisae, langs de Tyrreense kust. Vanaf Pisae werd ze door de via Aemilia Scaura, via Genua, verbonden met de via Aemilia.
In latere tijden werd ze verlengd door Augustus tot Arelate (Arles) in Gallia Narbonensis, onder de naam via Julia Augusta. 
De totale lengte van de via Aurelia, via Aemilia Scaura en de via Julia Augusta, die ook gezamenlijk bekendstonden onder de naam via Aurelia, was toen 962 km (Rome-Arles).
Heden ten dage volgt de SS1, voor een groot deel nog de route van de Romeinse via Aurelia. De moderne Via Aurelia is op sommige plaatsen verbreed tot vierbaans-autoweg en gaat nu om een aantal steden heen in plaats van er dwars door heen.

## Catacomben
In Rome liggen verschillende catacombecomplexen aan de Via Aurelia, te weten:
- Anonieme catacombe van Sint-Onofrio
- Anonieme catacombe van Villa Pamphili
- Anonieme catacombe van de Vigna Franceschini
- Catacombe van Calepodius
- Catacombe van Duo Felices
- Catacombe van Processus en Martinianus